# جيمس كيث سينغلتون جونيور
جيمس كيث سينغلتون جونيور (بالإنجليزية: James Keith Singleton, Jr.)‏ هو قاضي ومحامي أمريكي، ولد في 27 يناير 1939 في أوكلاند في الولايات المتحدة.